# Директриса (артиллерия)
Директриса (от лат. directrix — направляющая) — специально приспособленный и оборудованный участок (полоса местности) военного полигона или учебного центра, представляющий собой прямую линию, по которой измеряются дальность и точность выстрелов артиллерийских орудий, пулемётов, вооружения бронетехники. Территории директрис оборудуются приспособлениями для стрельбы и установления дальности и точности (мишени, огневые позиции артиллерии, пункты наблюдения и т. д.). В зависимости от вида применяемого вооружения выделяют различные директрисы: артиллерийские, танковые, зенитно-артиллерийские и другие. 
С целью рационального использования полигоны разбиваются на отдельные участки, предназначенные для ведения стрельбы в отдельном направлении. В СССР рекомендованная глубина артиллерийской директрисы составляла около 20 км. При её планировании и обустройстве необходимо учитывать целый ряд факторов (максимальную дальность орудий; глубину участка излётного пространства, являющуюся перпендикулярной к общему направлению стрельбы; глубину территории для движения техники). Директрисы могут частично или полностью перекрывать друг друга, в таком случае их называют обратные. Чем больше директрис обустроено, тем больше задач может выполнять полигон. По нормам СССР 1930-х годов для окружного полигона минимальным количеством директрис признавалось шесть. Количество директрис с возможностью одновременной стрельбы с независимым маневрированием обуславливает пропускную способность полигона.